# Acura ARX-05
La Acura ARX-05 è una vettura sport prototipo appartenente alla classe Daytona Prototype International, costruita dalla Honda Performance Development insieme alla Acura a partire dal 2017 per competere nel Campionato IMSA WeatherTech SportsCar.

## Descrizione

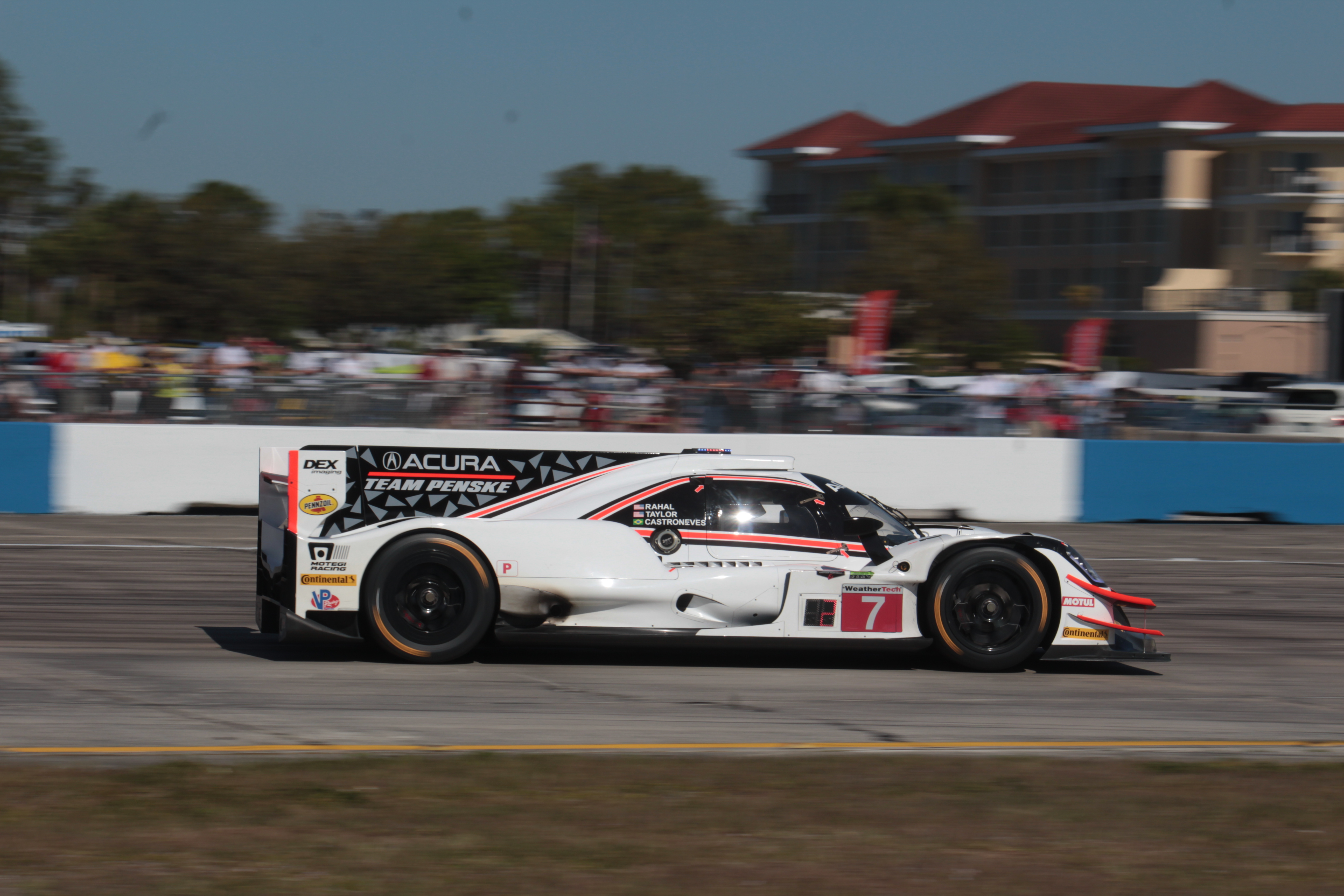
La ARX-05 del Team Penske.

Sviluppata in collaborazione con Honda Performance Development e Oreca, è alimentata dal motore Acura AR35TT V6 biturbo da 3,5 litri derivato dalla Honda NSX. L'auto è il quinto prototipo della famiglia ARX (Acura Racing eXperimental) e soddisfa i regolamenti DPi (Daytona Prototype international) adottati dall'IMSA dal 2017. Come consentito dal regolamento, il frontale ricorda quello di un Acura NSX. La carrozzeria è sviluppata internamente negli Stati Uniti presso Honda Performance Development, da un team di progettazione guidato da Dave Marek direttore di Acura Global Creative.
Acura ha svelato la ARX-05 DPi all'evento Monterey Classic Car a Pebble Beach.
L'auto ha fatto il suo debutto in gara alla 24 Ore di Daytona 2018 con il Team Penske. Nel 2019, l'auto ha vinto i titoli piloti, team e costruttori nella massima classe DPi del campionato IMSA WeatherTech SportsCar, diventando la prima vettura non statunitense a ottenere tale risultati. Acura e il Team Penske hanno difeso con successo i loro titoli nel 2020, vincendo tutti e tre le classifiche di classe DPi.
Nel luglio 2020 hanno annunciato che la partnership tra il Team Penske e Honda Performance Development non sarebbe stata rinnovata per la stagione 2021, venendo cedute ai team Wayne Taylor Racing e Meyer Shank Racing. Con il team di Wayne Taylor ad inizio 2021 la vettura ha vinto la 24 ore di Daytona. Entrambe le squadre hanno continuato a utilizzare il modello per la stagione 2022.